# 1322 en Angleterre
Chronologie de l'Angleterre
- 1318
- 1319
- 1320
- 1321
- 1322
- 1323
- 1324
- 1325
- 1326

Cette page concerne l'année 1322 du calendrier julien.

## Naissances en 1322
- Date inconnue :
  - Ralph Dacre, 3e baron Dacre
  - Reginald Grey, 2e baron Grey de Ruthyn
  - Thomas Hasilden, member of Parliament pour le Cambridgeshire
  - Richard Houghton, member of Parliament pour le Lancashire
  - Margaret Kirkby, anachorète
  - Marguerite de Norfolk, 1re duchesse de Norfolk et 2e comtesse de Norfolk

## Décès en 1322
- 13 ou 14 mars : Roger Damory, noble
- 16 mars : 
  - Humphrey de Bohun, 4e comte de Hereford et 3e comte d'Essex
  - John Eure, chevalier
- 22 mars : Thomas de Lancastre, 2e comte de Lancastre et de Leicester, 4e comte de Lincoln et 5e comte de Salisbury
- 23 mars :
  - Roger de Clifford, 2e baron de Clifford
  - John de Mowbray, 2e baron Mowbray
- 14 avril : Bartholomew de Badlesmere, 1er baron Badlesmere
- 6 mai : John Giffard, 2e baron Giffard
- 26 juin : Gilbert Peche, noble
- 18 septembre : Adam FitzRoy, bâtard royal
- 3 décembre : Maud Chaworth, noble
- 26 décembre : Robert Lewer, rebelle
- Date inconnue :
  - William Inge, juge
  - John Marmion, 3e baron Marmion de Winteringham
  - Joan Martin, noble